# Ol'ga Simušina
Ol'ga Olegovna Simušina (in russo Ольга Олеговна Симушина?; 17 dicembre 1969) è un'ex biatleta russa.

## Biografia
In Coppa del Mondo ottenne il primo risultato di rilievo il 15 gennaio 1993 a Oberhof/Val Ridanna (5ª) e l'unico podio il 22 gennaio 1994 ad Anterselva (3ª).
In carriera prese parte a un'edizione dei Campionati mondiali, vincendo una medaglia.

## Palmarès

### Mondiali
- 1 medaglia:
  - 1 bronzo (staffetta[2] a Borovec 1993)

### Coppa del Mondo
- 1 podio (individuale[1]), oltre a quello ottenuto in sede iridata e valido anche ai fini della Coppa del Mondo:
  - 1 terzo posto